# Список 100 найкращих виконавців усіх часів за версією журналу Rolling Stone
Список 100 найкращих виконавців усіх часів (англ. Rolling Stone's 100 Greatest Artists of All Time) — це спеціальний випуск, опублікований американським журналом Rolling Stone у двох частинах в 2004 та 2005 роках і оновлений у 2011 році.
У виданні представлені коментарі музикантів про своїх улюблених колег (наприклад, Елвіса Костелло про The Beatles, Джанет Джексон про Тіну Тернер тощо). З моменту публікації список часто цитується багатьма спеціалізованими та загальними виданнями.

## Список
| Місця 1—50 (2004) 1. Оззі Осборн 2. The Beatles 3. Елвіс Преслі 4. The Rolling Stones 5. Чак Беррі 6. Джимі Гендрікс 7. Джеймс Браун 8. Літл Річард 9. Арета Франклін 10. Рей Чарльз 11. Боб Марлі 12. The Beach Boys 13. Бадді Холлі 14. Led Zeppelin 15. Стіві Вандер 16. Сем Кук 17. Мадді Вотерс 18. Марвін Гей 19. The Velvet Underground 20. Бо Діддлі 21. Отіс Реддінг 22. U2 23. Брюс Спрінгстін 24. Джеррі Лі Льюїс 25. Фетс Доміно 26. Ramones 27. Nirvana 28. Прінс 29. The Who 30. The Clash 31. Джонні Кеш 32. Смокі Робінсон і The Miracles 33. The Everly Brothers 34. Ніл Янг 35. Майкл Джексон 36. Мадонна (співачка) 37. Рой Орбісон 38. Джон Леннон 39. Девід Бові 40. Simon and Garfunkel 41. The Doors 42. Ван Моррісон 43. Sly and the Family Stone 44. Public Enemy 45. The Byrds 46. Дженіс Джоплін 47. Патті Сміт 48. Run–D.M.C. 49. Елтон Джон 50. The Band | Місця 51—100 (2005) 51. Pink Floyd 52. Queen 53. The Allman Brothers Band 54. Хаулін Вулф 55. Ерік Клептон 56. Dr. Dre 57. Grateful Dead 58. Parliament/Funkadelic 59. Aerosmith 60. Sex Pistols 61. Metallica 62. Джоні Мітчелл 63. Тіна Тернер 64. Філ Спектор 65. The Kinks 66. Ел Грін 67. Cream 68. The Temptations 69. Джекі Вілсон 70. The Police 71. Френк Заппа 72. AC/DC 73. Radiohead 74. Хенк Вільямс 75. Eagles 76. The Shirelles 77. Beastie Boys 78. The Stooges 79. The Four Tops 80. Елвіс Костелло 81. The Drifters 82. Creedence Clearwater Revival 83. Eminem 84. Джеймс Тейлор 85. Black Sabbath 86. 2Pac 87. Грем Парсонс 88. Jay-Z 89. The Yardbirds 90. Карлос Сантана 91. Том Петті 92. Guns N' Roses 93. Booker T. & the M.G.’s 94. Nine Inch Nails 95. Lynyrd Skynyrd 96. Дайана Росс і The Supremes 97. R.E.M. 98. Кертіс Мейфілд 99. Карл Перкінс 100.Talking Heads |  |